# Parti écologiste du Mali
Le Parti écologiste du Mali est un parti politique malien fondé au début des années 1990. 
C'est un petit parti, dirigé par une femme, Diallo Fadimata Bintou Touré. Celle ci pense que la reconstruction du pays passe par un développement participatif de toutes les communautés à tous les niveaux.
En 2006, il organise à Bamako une rencontre avec différents partis écologistes nationaux d'Afrique de l'Ouest, dans le but de créer une « Fédération des Partis Écologistes et Verts ouest africain » et de préparer la rencontre des écologistes africains à Nairobi en 2007. En 2007, il soutient la réélection du président du Mali Amadou Toumani Touré. 
En 2013, sa présidente prône l'« industrialisation propre ». La même année, elle participe à l'université d'été d'Europe Écologie les Verts en France,.
En 2016, Mohamed Fares, du Parti vert Marocain, exprime son souhait d'un rapprochement avec le parti écologiste du Mali, au sein de la Fédération des Partis Écologistes et Verts ouest africain.
Le 28 avril 2016, Diallo Fadimata Bintou Touré, alors représentante du ministère de l'Éducation nationale du Mali à l’occasion d’une cérémonie de lancement du projet TIC, Apprendre par les TIC.
Le parti écologiste du Mali mène campagne contre la pollution par les sacs plastiques
Avec 25 autres partis politiques, le parti écologiste du Mali est en 2018 membre de la Fédération des Verts africains, fondée en 2012.